# Adadxumausur
Adadshumausur o Adad-šuma-uṣur va ser un rei cassita de Babilònia. Va succeir a Adadxumaiddina. Quan va iniciar el seu regnat era vassall d'Assíria, però després de la mort de Tukultininurta I, assassinat per un fill en el marc d'una conspiració quan el rei assiri es va tornar boig o el van considerar així, el poder d'Assíria va minvar i Babilònia va ser independent de facto.
El darrer sobirà dels igihàlquides d'Elam, Kidin-Hutran III, va tornar a Babilònia contra Adadshumausur i va ocupar Isin i va derrotar els babilonis a Marad, però finalment es va retirar, segurament davant l'amenaça assíria. Aquest conflicte amb Elam, va persistir amb la següent dinastia elamita (els sutrúquides), que van començar a governar a la segona part del seu regnat.
Adadshumausur amb les tropes de Babilònia, va envair Assíria. Una crònica, sembla que novel·lada, explica que quan els reis de Babilònia i d'Assíria van iniciar la guerra, el príncep assiri Ninurtaapal-Ekur, descendent d'Eriba-Adad I, que es trobava exiliat a Babilònia, es va guanyar la confiança de l'exèrcit assiri, va aconseguir comandar-lo i va marxar contra Assur, ciutat que va conquerir. El rei de Babilònia va aixecar el campament i va tornar al seu país. Va governar uns trenta anys (potser del 1218 aC al 1189 aC) i el va succeir Melixiku.